# Cayo Sal (Falcón)
Cayo Sal es una isla  en el sureste del mar Caribe al sur de Cayo Borracho y al norte de Cayo Muerto y Cayo Peraza. Administrativamente hace parte del Municipio Monseñor Iturriza del estado Falcón al occidente de Venezuela, siendo además un espacio protegido parte del Parque nacional Morrocoy.
Posee una superficie aproximada de 61,78 hectáreas o 617,836.14 m² con un perímetro de 3,71 km. Se localiza a 1 km al noreste de la localidad venezolana de Chichiriviche.
Es un destino turístico conocido entre los habitantes de ese país suramericano. Su vegetación está formada básicamente por palmeras, posee una pequeña capilla y recibe su nombre por una salina cercana a la isla. Destaca por tener una gran laguna en su parte central.
No debe confundirse con un cayo del mismo nombre mucho más grande ubicado en el parque nacional Los Roques, en las Dependencias Federales.